# Afazja
Afazja (gr. αφασία – niemota) – zaburzenie mowy powstałe w wyniku uszkodzenia mózgu.

## Wstęp i definicja
Formalna definicja afazji brzmi:
Afazja to spowodowane organicznym uszkodzeniem odpowiednich struktur mózgowych częściowe lub całkowite zaburzenie mechanizmów programujących czynności mowy u człowieka, który już uprzednio opanował te czynności.
Dosłownie „afazja” oznacza całkowitą utratę zdolności do mowy (przedrostek a-) i w niektórych krajach anglojęzycznych stosuje się dodatkowo pojęcie „dysfazja” w celu określenia większości przypadków, kiedy funkcje językowe są zaburzone, ale nie są całkowicie zniesione. W polskojęzycznym piśmiennictwie i w praktyce medycznej takie rozdzielenie tych pojęć nie przyjęło się i termin „dysfazja” nie jest używany, ewentualnie w odniesieniu do zaburzeń rozwojowych u dzieci.
Afazja to sytuacja, w jakiej osoba chora, która dotychczas nie miała żadnych problemów z funkcjami językowymi – ma trudności z mówieniem lub rozumieniem mowy, ma również problemy z pisaniem i czytaniem. Objawy polegające tylko na trudnościach z pisaniem lub czytaniem, bez zaburzeń mowy jako takiej, traktowane są osobno, jako aleksja (bądź dysleksja nabyta) i agrafia (lub dysgrafia nabyta).
Pojęcie afazji nie dotyczy żadnej konkretnej choroby, opisuje pewną grupę objawów wywołanych uszkodzeniem mózgu, którego przyczyny mogą być różne. Afazja powstaje w wyniku uszkodzenia ośrodkowego układu nerwowego bez względu na czynnik, który je wywołuje. Najczęściej uszkodzenie powstaje w wyniku urazu czaszkowo-mózgowego, udaru mózgu, procesu ekspansywnego, bądź procesu neurodegeneracyjnego prowadzącego do otępienia, tak więc afazja jest często kojarzona z tymi właśnie chorobami. Jest objawem ogniskowym, a więc jednoznacznie potwierdza zaburzenie neurologiczne i teoretycznie pozwala na wnioskowanie o lokalizacji uszkodzenia w mózgu. Współcześnie wiemy, że zaburzenia mowy nie powstają tylko po zniszczeniu tzw. „ośrodków mowy” – tkanki nerwowej w określonej części kory mózgu na powierzchni lewej półkuli. Afazja może powstać także w wyniku uszkodzenia prawej półkuli, struktur podkorowych i wzgórza, jak i włókien nerwowych łączących „ośrodki mowy” z innymi okolicami kory mózgu, bądź ze strukturami podkorowymi i wzgórzem.
Afazja nie jest wynikiem niedowładu, paraliżu, czy niedoczulicy mięśni artykulacyjnych narządu mowy (tj. mięśni krtani, języka, podniebienia, ust itp.). Zaburzenia takie, jak też zaburzenia mowy wywołane uszkodzeniem móżdżku i obwodowego układu nerwowego zaliczane są do dyzartrii. Afazja nie jest więc zaburzeniem w zakresie kontroli motorycznej mięśni aparatu artykulacyjnego, ani zaburzeniem percepcji słuchowej jako takiej – dotyczy bezpośrednio funkcji językowych.
Niemożność porozumienia się z otoczeniem, utrata zdolności do przekładania myśli na słowa, jest doświadczeniem niezwykle traumatycznym. Prowadzi do izolacji osoby chorej od najbliższych i całego społeczeństwa. Dlatego niezmiernie istotne jest aby każdy, kto ma kontakt z osobą dotkniętą taką niepełnosprawnością, posiadał pewną minimalną wiedzę na ten temat. Brak zrozumienia osoby chorej i nieumiejętne nawiązywanie z nią kontaktu może wywoływać lęk u osób najbliższych i dodatkowo pogłębiać izolację osoby chorej. Może się też niekiedy zdarzyć, że otoczenie osoby chorej, a nawet i najbliżsi, w ogóle zaniechają prób nawiązania głębszego kontaktu, spychając osobę chorą na margines grupy rodzinnej, deprecjonując i ignorując jej potrzeby i możliwości. Brak wiedzy o afazji może niekiedy prowadzić nawet do sytuacji, w jakiej osoby postronne, a nawet najbliżsi przypisują objawy afazji niskiej inteligencji, chorobie psychicznej, czy złej woli osoby chorej. Tymczasem afazja jest zaburzeniem spotykanym dość często i warto podkreślić, że nie wiąże się z przemianą osoby chorej w kogoś złośliwego, ani z drastycznym ograniczeniem jej zdolności intelektualnych. Afazja nie jest też zaburzeniem myślenia. Oczywiście może się zdarzyć, że w wyniku choroby neurologicznej wywołującej objawy afazji uszkodzenie mózgu prowadzi także i do innych problemów, łącznie z degradacją intelektualną, niemniej jednak nie są to zjawiska zależne od afazji. Rehabilitacją osób cierpiących z powodu afazji w zakresie funkcji językowych zajmują się neuropsycholodzy i logopedzi.

## Różne postacie afazji

### Dwa główne typy afazji
Klasyczne opisy afazji zostały poczynione w XIX wieku przez lekarzy Broca i Wernickego, kształtując myślenie o afazji jako zaburzeniach dających się podzielić na co najmniej dwie kategorie. Jedną jest zaburzenie dotyczące generowania mowy, kiedy osoba chora ma trudności z wypowiadaniem słów. Drugą kategorią są zaburzenia związane z rozumieniem mowy. Najczęściej jednak spotyka się afazje mieszane, gdzie występują elementy obu tych kategorii zaburzeń. Niemniej doniesienia na temat afazji pojawiały się już wcześniej, w papirusie Edwina Smitha, u Hipokratesa, i później w XVI wieku, jednak najwyraźniej nie były one wystarczające, by wzbudzić zainteresowanie większości lekarzy.

Lokalizacja ośrodków mowy lewej półkuli

#### Afazja Broki
Francuski chirurg Paul Broca w drugiej połowie XIX wieku przedstawił przypadek pacjenta, który rozumiał wszystko, co do niego mówiono, lecz sam nie mógł nic powiedzieć, z wyjątkiem wulgaryzmów wypowiadanych w stanie napięcia emocjonalnego, oraz nic nie znaczącego „tan”, czemu towarzyszyła zróżnicowana gestykulacja. Człowiek ten wkrótce zmarł, zaś Broca wykonał sekcję mózgu i znalazł uszkodzenie na bocznej powierzchni płata czołowego lewej półkuli (tj. w obrębie tylnej części dolnego zakrętu czołowego lewego). Broca powiązał to uszkodzenie ze stwierdzonymi zaburzeniami mowy, jakie nazwał afemią. Termin „afazja” został przyjęty później, zaś wskazana przez Brocę okolica lewej półkuli mózgu została nazwana ośrodkiem Broki, czy też „ruchowym ośrodkiem mowy”. Ruchowym, motorycznym, ponieważ jej funkcje wiązano z tworzeniem mowy, jej generowaniem, a pojęcie „ruchowy” czy „motoryczny” w neurofizjologii jest stosowane właśnie dla takiego charakteru czynności struktur nerwowych. Afazja Broki charakteryzuje się tym, że osoba chora ma zniesioną prawie całkowicie zdolność do mówienia, przy zachowanej, prawie całkowicie, zdolności do rozumienia mowy. Osoba chora właściwie nie mówi spontanicznie, ma poważne trudności w powtarzaniu słów wypowiadanych przez inne osoby, podobnie też ma trudności z nazywaniem pokazywanych jej przedmiotów, nie jest w stanie czytać, ani pisać. Przy tym sprawność mięśni aparatu artykulacyjnego może być właściwie zachowana, jak też osoba chora może wydawać inne dźwięki, niebędące mową (zazwyczaj jednak zaburzeniom mowy towarzyszy apraksja ust i języka – osoba chora ma trudności np. z gwizdaniem, choć może poruszać ustami i językiem). Sytuacja, kiedy osoba chora jest w stanie wypowiedzieć jedynie parę sylab, lub nawet słowo, czy kilka słów, lecz nic ponadto i wciąż te słowa powtarza, opisuje się mianem embolu. Niekiedy może być to wulgaryzm, a niekiedy fragment modlitwy – uważa się, że istnieją pewne słowa używane tak często, że określa się je mianem automatyzmów, i można oczekiwać, że takie automatyzmy w afazji zostaną zachowane, lub będą powracać jako pierwsze w wyniku terapii logopedycznej. Jeżeli osoba chora mówi, to mowa nie jest płynna, jest sylabizowana, zaś wypowiedzenie prostych słów wymaga czasu i sporego wysiłku. W mowie mogą być obecne zniekształcenia głosek – parafazje głoskowe. Jeżeli osoba chora mówi więcej, mowa cechuje się zredukowaną gramatyką, łatwiej jest wówczas wypowiadać rzeczowniki i czasowniki, lecz inne elementy takie jak przymiotniki, są bardzo zredukowane, jeżeli w ogóle występują (agramatyzm, styl telegraficzny). Dodatkowo dużą trudność mogą sprawiać perseweracje, czyli takie sytuacje, w których osoba chora powtarza słowa wcześniej już powiedziane, nie mogąc tego powstrzymać, zupełnie bezwiednie. Współcześnie prowadzone badania sugerują, że do wywołania pełnych objawów afazji Broki musi zostać uszkodzona znacznie większa część kory mózgu i związanej z nią istoty białej (włókien nerwowych) niż tylko rejon nazywany „ośrodkiem Broki”. Przypadek opisany przez Brokę cechował się znacznie bardziej rozległym uszkodzeniem niż tylko samego „ośrodka Broki”. Uszkodzenie ograniczone do takiej lokalizacji nie wywołuje wszystkich objawów, dotyczy prawie wyłącznie mowy, ale niekoniecznie czytania i pisania (afemia według współczesnej nomenklatury).

#### Afazja Wernickego
Niedługo po doniesieniach Broki niemiecki neurolog Carl Wernicke przedstawił przypadki pacjentów, którzy potrafili mówić w zasadzie normalnie, lecz nie rozumieli mowy własnej i innych osób. U takich pacjentów zlokalizowano uszkodzenie bocznej powierzchni lewego płata skroniowego, a dokładniej – uszkodzenie tylnej części górnego zakrętu skroniowego lewego. Obszar ten po dziś dzień nazywa się okolicą Wernickego, bądź „czuciowym ośrodkiem mowy”. Czuciowym, lub sensorycznym dlatego, że jego funkcje powiązano z odbieraniem mowy, z rozumieniem języka, a w neurofizjologii pojęcie „czuciowy” określa właśnie struktury zajmujące się odbieraniem i interpretowaniem informacji pochodzącej z narządu zmysłu. W przypadku tej afazji mowa jest płynna, z normalną melodyjnością i intonacją. Poszczególne słowa wypowiadane są bez wysiłku, zupełnie normalnie. Jednakże słów tych jest bardzo dużo. W cięższych przypadkach osoba chora może mówić tak wiele, że ma to charakter nachalny, rozmówca nie jest dopuszczany do głosu, a jeśli taka niekończąca się wypowiedź zostanie zahamowana, po chwili znowu pojawi się potok słów. W tej afazji zasadniczo nie sposób mówienia, lecz to, co jest mówione, ulega zaburzeniu. Mowa zawiera słowa użyte niezgodnie ze swym znaczeniem, niekiedy można odnieść wrażenie, jakoby były one dobierane losowo. Zastępowanie właściwych słów innymi określa się mianem parafazji werbalnych (semantycznych). Czasami mogą też występować inne zniekształcenia słów o charakterze fonetycznym (co może budzić duże rozbawienie u osób postronnych), słowa w zdaniu mogą być zestawione niegramatycznie, nielogicznie, tak, że nie wiadomo, o czym osoba chora mówi. W cięższych przypadkach mogą występować również słowa tak zniekształcone, że mają one charakter raczej tworów słowopodobnych i nie mają odpowiednika w języku ojczystym. W takich sytuacjach to, co mówi osoba chora, jest już całkowicie pozbawione sensu (tzw. żargonafazja, mowa żargonowa). Dodatkowo w mowie osób chorych mogą też występować perseweracje, a więc bezwiednie powtarzanie wcześniej wypowiadanych, czy usłyszanych słów, czy ich fragmentów. W tej afazji zaburzone jest również pisanie, jak i czytanie, zaś głębokość tych deficytów odpowiada stopniu nasilenia afazji. Osoba chora nie jest w stanie powtarzać słów wypowiadanych przez inne osoby, ani nazywać pokazywanych obiektów, ma też poważne trudności z czytaniem i pisaniem, lecz nie dlatego, że nie może mówić, lecz dlatego, że jej reakcje są błędne – osoba chora ujawnia w takich sytuacjach objawy afazji Wernickego. Zazwyczaj, co jest charakterystyczne dla tej afazji, osoba chora nie posiada pełnego wglądu w swoje zaburzenia, nie do końca zdaje sobie sprawę z tego, że nie rozumie mowy i że z jej mową jest coś nie w porządku. Współcześnie prowadzone badania sugerują, że do wywołania pełnych objawów afazji Wernickego musi zostać uszkodzony znacznie rozleglejszy obszar mózgu niż tylko „ośrodek Wernickego”. Uszkodzenia zlokalizowane wyłącznie w jego obrębie wywołują mniej objawów (czysta głuchota słów według współczesnej nomenklatury).

### Klasyfikacje zaburzeń afatycznych
Objawy afazji charakteryzują się dużą złożonością i niepowtarzalnością, stąd też istnieje wiele propozycji podziału tych objawów. Niektóre klasyfikacje za kryterium przyjmują lokalizację uszkodzenia w mózgu, inne zaś – objawy kliniczne. Jeszcze inne klasyfikacje nawiązują do dość oryginalnych koncepcji teoretycznych. Część z klasyfikacji jest ogólnikowa i powierzchowna, natomiast są też i takie, które niezwykle szczegółowo opisują detale objawów. Sposób ujmowania problematyki jest wreszcie odmienny w zależności od tego, czy autor danej klasyfikacji jest lekarzem, psychologiem, neuropsychologiem, logopedą, czy lingwistą. Tutaj zaprezentowano jedynie kilka najczęściej spotykanych koncepcji, układając je w porządku logicznym tak, aby pokrewne koncepcje następowały po sobie w porządku chronologicznym, z wyjątkiem pierwszej – najbardziej popularnej, najprostszej i prawdopodobnie, najbardziej praktycznej i ostatniej, najbardziej drobiazgowej z przedstawianych.

#### Klasyfikacja Weisenburga i McBride
Najprostszą i najbardziej popularną jest klasyfikacja T.H. Weisenburga i K.E. McBride z lat 30. XX wieku. Klasyfikacja ta znajduje powszechne zastosowanie w medycynie:
- Afazja głównie ekspresyjna, ruchowa, motoryczna – gdy przeważają objawy związane z zaburzeniami mówienia.
- Afazja głównie impresyjna, czuciowa, sensoryczna – gdy przeważają objawy związane z zaburzeniami rozumienia.
- Afazja mieszana (czuciowo-ruchowa) – gdy występują objawy zarówno zaburzeń mówienia, jak i rozumienia.
- Afazja całkowita, totalna, globalna – gdy występuje całkowita lub prawie całkowita niezdolność mówienia i rozumienia.
- Afazja amnestyczna, nominalna, nominacyjna, anomia – gdy główne problemy polegają na trudnościach z nazywaniem obiektów i odnajdywaniem potrzebnych słów w trakcie konwersacji (objawy te są obecne w każdej afazji, ale mogą występować także oddzielnie, najczęściej jako stan zejściowy po poważniejszych zaburzeniach afatycznych).

#### Klasyfikacja A. Łurii
W Polsce dużą popularnością cieszy się koncepcja A.R. Łurii:
Afazje związane z zaburzeniami mowy ekspresyjnej:
- Eferentna ruchowa (kinetyczna) – powstaje na skutek uszkodzenia ośrodka Broki. Opis objawów jest generalnie tożsamy z przedstawioną powyżej charakterystyką afazji Broki. Głównym problemem w tym zaburzeniu, zdaniem Łurii, jest nie tylko trudność artykulacji, ale też trudność modyfikacji artykułowanych głosek, oraz zaburzenie sekwencji precyzyjnych ruchów aparatu artykulacyjnego. „Melodia kinetyczna” mowy „przeradza się w serię izolowanych ruchów”. Mowa traci więc swą melodyjność i płynność. Takiej afazji towarzyszą perseweracje, które w cięższych przypadkach mogą zdominować mowę osoby chorej całkowicie.
- Aferentna ruchowa (kinestetyczna) – powstaje w wyniku uszkodzenia zakrętu zaśrodkowego w obrębie kory czuciowej dla aparatu artykulacyjnego. Zdaniem Łurii, zaburzenie czucia z aparatu artykulacyjnego dezorganizuje proces generowania mowy, co podkreślił w nazwie tej kategorii afazji (impulsacja aferentna = impulsacja dochodząca). W takiej sytuacji niemożliwe jest wykonanie precyzyjnych ruchów języka, ust, warg i krtani, dzięki którym powstaje mowa (choć działanie kory motorycznej może być prawidłowe). W tym zaburzeniu możliwe jest mieszanie się głosek przedniojęzykowych, lub wargowych. Ponieważ podobne objawy stwierdza się w piśmie takich pacjentów, Łuria postulował, że proces artykułowania głosek jest również niezbędny dla czynności pisania. Takiej afazji towarzyszyć mogą pewne postacie apraksji, gdzie z powodu braku zdolności czuciowych, wykonywanie precyzyjnych ruchów jest ograniczone. W cięższych przypadkach osoba chora może mieć spore trudności z ułożeniem warg, języka, tak, aby wypowiadać głoski.
- Afazja dynamiczna – W tym zaburzeniu nie obserwuje się trudności z artykułowaniem głosek, rozumieniem słów ani z rozumieniem konstrukcji logiczno-gramatycznej. Jest to zaburzenie o tyle intrygujące, że wszelkie formalne aspekty mowy, uwzględniane w afazji, nie są zaburzone (nazywanie, powtarzanie, rozumienie, czytanie, pisanie). Tymczasem osoba chora ma trudności z formułowaniem nowego przekazu werbalnego „od siebie”, integrującego aspekty leksykalne, semantyczne i pamięciowe (mowa narracyjna, logiczna, opowieściowa, ang. propositional speech). Osoba chora może spontanicznie powtarzać słowa swego rozmówcy (echolalia) i udzielać prostych stereotypowych odpowiedzi na proste pytania. Jednakże nie jest w stanie udzielić bardziej złożonej odpowiedzi, wyrażającej jej własną inwencję i poglądy, ani prowadzić logicznej dyskusji. Łuria skłaniał się ku tezie, że w tym zaburzeniu defekt dotyczy bardziej orzekającej funkcji mowy, przytaczał też publikacje swych współpracowników, w jakich stwierdzono, że w tym zaburzeniu pacjenci „potrzebują pięć do sześciu razy więcej czasu na odnalezienie czasowników niż rzeczowników”. Współcześnie pojawiają się sugestie, że taka postać zaburzenia (jeżeli w ogóle może być uznana za afazję, a nie np. zaburzenia funkcji wykonawczych) może mieć różne postacie. Opisywano przypadki, gdzie w istocie pacjenci mają ogromną trudność z czasownikami, ale także i takie, gdzie tych trudności nie mieli[11]. Z pewnego punktu widzenia opisywane pod tym pojęciem zaburzenia można wykluczyć z afazji i uznać je za zaburzenia funkcji wykonawczych, tym bardziej, że powstają one w wyniku uszkodzenia kory przedczołowej.

Afazje związane z zaburzeniami mowy impresyjnej:
- Akustyczno-gnostyczna lub sensoryczna (Wernickego) – powstaje na skutek uszkodzenia ośrodka Wernickego. Opis objawów jest generalnie taki sam, jak w przypadku przedstawionej powyżej afazji Wernickego. W skrócie: osoba chora nie rozumie mowy własnej i innych, choć potrafi całkiem sprawnie mówić, a jej mowa ma charakter płynny bez zaburzeń artykulacji. Mowa jest jednak agramatyczna, żargonowa, niezrozumiała, często ma postać słowotoku. Występują parafazje werbalne. Osoba chora ma również duże trudności z czytaniem i pisaniem. W lżejszej postaci może rozumieć proste słowa, w cięższej – nie rozumie żadnych. W czasie powstania i publikowania tej koncepcji Łuria położył kamień milowy pod rozumienie tej postaci afazji. Polemizował bowiem z wcześniejszymi koncepcjami, które zbyt abstrakcyjnie podchodziły do tego zagadnienia i wskazywał na badania wykluczające podłoże tego zaburzenia w uszkodzeniu percepcji słuchowej jako takiej, czy w obniżeniu inteligencji. Jego zdaniem dominującym problemem jest tutaj utrata zdolności do różnicowania spośród odbieranych dźwięków cech charakteryzujących ludzką mowę (utrata słuchu fonematycznego). Przy mniej nasilonych zaburzeniach deficyt ten ujawnia się w postaci trudności w różnicowaniu podobnych fonemów. Warto zauważyć, że niektóre współczesne badania negują pogląd o specyficzności i wyłączności zaburzeń słuchu fonematycznego względem afazji Wernickego[12].
- Akustyczno-mnestyczna – powstaje, kiedy uszkodzenie tylnej części lewego płata skroniowego nie niszczy całkowicie okolicy Wernickego, choć sprawia, że nie funkcjonuje ona prawidłowo. Charakter zaburzeń Łuria streścił w nazwie – zaburzenia mnestyczne, odnoszące się do pamięci. Osoba chora nie ma trudności w generowaniu mowy, zaś potencjalnie zdolność rozumienia jest względnie zachowana – zdaniem Łurii słuch fonematyczny jest w tym zaburzeniu względnie zachowany. Jednak deficyt nasila się wraz ze wzrostem ilości napływających informacji. Tym samym osoba chora może dobrze różnicować pojedyncze fonemy, jednak będzie miała trudności w bardziej złożonych sytuacjach, np. przy powtarzaniu kilku głosek jednocześnie, lub kilku słów. Tym samym cechą charakterystyczną jest to, że kiedy osoba chora ma powtórzyć trzy lub cztery słowa, powtórzy jedynie dwa, lub trzy początkowe. Deficyt ten rzutuje na zdolność rozumienia dłuższych wypowiedzi – osoba chora nie ma trudności w różnicowaniu fonemów, ale wydaje się, że ma kłopot z utrzymaniem w ognisku uwagi i w pamięci roboczej większej ilości danych słuchowych. Niekiedy mówi się tutaj o uszkodzeniu słuchowej pamięci werbalnej. Przy czym osoba chora nie musi mieć wcale ogólnych trudności z pamięcią (tj. z uczeniem się nowego materiału – to nie jest amnezja). Dodatkowo mogą występować cechy afazji amnestycznej i parafazje werbalne.
- Semantyczna – powstaje w wyniku uszkodzenia okolicy na styku płatów ciemieniowego, skroniowego i potylicznego. W tym zaburzeniu osoba chora może różnicować fonemy, rozumieć poszczególne słowa, pamiętać to, co inne osoby powiedziały przed chwilą, jednak mimo to ma spore trudności w zrozumieniu tego, co mówią inni. Pojęcie „afazji semantycznej” wprowadził w 1926 roku J. Head. Zdaniem Łurii „struktura akustyczna mowy jest zachowana i nie występuje znamienne dla afazji sensorycznej wyobcowanie znaczenia wyrazu”[10]. Trudności pojawiają się w sytuacji, kiedy zrozumienie sentencji wymaga wykroczenia poza znaczenie pojedynczych słów. W tym zaburzeniu traci się zdolność rozumienia złożonych konstrukcji przyimkowych, przymiotnikowych, przysłówkowych, zależnych od szyku i innych elementów ogólnie określanych mianem logiczno-gramatycznych. Generalnie – osoba chora ma trudności z pojęciem sensu wypowiedzi.

#### Klasyfikacja Jadwigi Szumskiej
Klasyfikacja ta została opracowana przez Zespół Neurochirurgii Centrum Medycyny Doświadczalnej i Klinicznej Polskiej Akademii Nauk i nawiązuje do koncepcji A.R. Łurii:
- Afazja czołowa (ruchowa):

a) afazja wieczka czołowego (afazja Broki);
b) zaburzenia mowy wywołane uszkodzeniem dodatkowej okolicy motorycznej (bardzo specyficzny obraz zaburzeń, obserwowany zwykle po operacji tylnej okolicy czołowej przystrzałkowej, gdzie chorzy nagle tracą całkowicie zdolność mówienia, aby równie nagle ją odzyskać w 3 do 5 dni po zabiegu);
c) zaburzenia mowy wywołane uszkodzeniem okolicy przedczołowej (afazja dynamiczna w klasyfikacji Łurii).
- Afazja skroniowa (słuchowa, afazja Wernickego).
- Afazja ciemieniowa:

a) afazja wieczka czołowo-ciemieniowego (aferentna afazja motoryczna w klasyfikacji Łurii);
b) afazja ciemieniowo-potyliczna (afazja semantyczna w klasyfikacji Łurii);
c) afazja ciemieniowo-skroniowo-potyliczna (niejednorodny obraz zaburzenia, z możliwym współwystępowaniem akalkulii i agnozji wzrokowo-przestrzennej).

#### Model Wernickego-Lichtheima-Geshwinda

Rozwinięty schemat modelu Wernickego-Lichtheima-Geshwinda

Carl Wernicke nie tylko opisał afazję czuciową, lecz także zaproponował dość hipotetyczny model zaburzeń afatycznych uwzględniając dostępną mu wówczas wiedzę i konstruując z niej model funkcji językowych w mózgu. Idea zapoczątkowana przez Wernickego jeszcze po dziś dzień budzi żywe zainteresowanie. Wówczas uważano, że kora mózgu posiada niezależne „ośrodki”, z których każdy miał przypisaną określoną funkcję psychiczną. Mowa dociera do mózgu poprzez ucho i obwodowy układ nerwowy, który dostarcza informacje do pierwszorzędowej kory słuchowej. Stamtąd jest ona przesyłana do „ośrodka Wernickego”, który interpretuje informacje słuchowe jako zrozumiałą mowę. Podobnie, lecz w odwrotnym kierunku, mowa opuszcza układ nerwowy: w „ośrodku Broki” pojęcia są opracowywane gramatycznie i informacje te kodują korę motoryczną, sterującą poszczególnymi mięśniami. Z niej informacja wychodzi z mózgu i układem obwodowym dociera do mięśni aparatu artykulacyjnego. Afazja, zgodnie z tym modelem, mogłaby powstać nie tylko w wyniku uszkodzenia jednego z dwóch „ośrodków mowy”, lecz także w wyniku przerwania połączeń między „ośrodkami” zaangażowanymi w funkcje językowe. Taka interpretacja objawów neuropsychologicznych – jako powstałych na skutek „rozłączenia” danych „ośrodków” korowych, określana jest dziś jako koneksjonistyczna. Model Wernickego w roku 1885 zmodyfikował Ludwig Lichtheim, stąd też nosi on nazwę modelu Wernickego-Lichtheima. W latach 60. XX wieku Norman Geschwind ponownie zmodyfikował ten model i uczynił go niezmiernie popularnym po dziś dzień.
Każda afazja opisana przez ten model cechowała się nie tylko dość nowoczesnym, jak na XIX wiek, teoretycznym objaśnieniem, lecz także specyficzną konstelacją objawów w zakresie rozumienia, powtarzania, nazywania, jak i czytania i pisania. Według tego modelu afazje korowe ruchowa i czuciowa odpowiadają w zakresie objawów afazjom Broca i Wernickego, opisanymi wcześniej w tym artykule. Afazje transkorowe od korowych różnią się zachowaną zdolnością do względnie normalnego powtarzania. Afazje podkorowe od korowych różnią się natomiast względnie zachowanymi zdolnościami do pisania i czytania. Afazja przewodzenia (kondukcyjna) natomiast różni się od wszystkich pozostałych niewspółmiernym nasileniem zaburzeń w zakresie powtarzania, przy względnie zachowanych zdolnościach w zakresie pozostałych aspektów funkcji językowych. Można to przedstawić na następującym schemacie, choć bardzo uproszczonym:
- Mowa płynna

a) z zachowanym rozumieniem
– z zachowanym powtarzaniem → afazja amnestyczna
– z zaburzonym powtarzaniem → afazja przewodzenia
b) z zaburzonym rozumieniem
– z zachowanym powtarzaniem → transkorowa afazja czuciowa
– z zaburzonym powtarzaniem → afazja Wernickego
- Mowa niepłynna

a) z zachowanym rozumieniem
– z zachowanym powtarzaniem → transkorowa afazja ruchowa
– z zaburzonym powtarzaniem → afazja Broki
b) z zaburzonym rozumieniem
– z zachowanym powtarzaniem → transkorowa afazja mieszana
– z zaburzonym powtarzaniem → afazja totalna, całkowita

#### Afazja izolowana, podkorowa, czysta głuchota słów i afemia
Terminologia proponowana przez model Model Wernickego-Lichtheima-Geshwinda stała się, zwłaszcza w krajach anglojęzycznych, niezwykle popularna i jest uwzględniana przez bardzo wiele późniejszych klasyfikacji, takich jak np. koncepcje D.F. Bensona i N. Geshwinda z 1971 roku, czy H. Goodglassa i E. Kaplan z roku 1972. Benson później wielokrotnie publikował swoją koncepcję w różnych podręcznikach w latach 80. i jeszcze bardziej współcześnie. Pojęcia te ewoluowały i obecnie nie powinny być kojarzone z koneksjonistyczną teorią modelu Wernickego.
Wraz z koncepcją Bensona pojawiło się pojęcie afazji izolowanego pola mowy, lub też, według innej nomenklatury, afazji izolowanej, czy transkorowej mieszanej (ang. isolation aphasia, mixed transcortical aphasia). Ten zespół zaburzeń wiąże się z jednoczesnym uszkodzeniem przedniej i tylnej części lewej półkuli tak, że pola mowy Broca i Wernickego, jak i łączący je pęczek łukowaty, pozostają zachowane, co umożliwia osobie chorej na w miarę normalne powtarzanie. Jednak izolacja „ośrodków mowy” od innych obszarów korowych wywołuje pełną gamę innych zaburzeń afatycznych. Jest to jakby przeciwieństwo afazji przewodzenia.
Znacznie więcej problemów dotyczy koncepcji afazji podkorowej. Tradycyjnie afazja była uważana za zaburzenie korowe, wynikające z uszkodzenia „ośrodka mowy” półkuli mózgu. Dziś już wiemy, że uszkodzenie ograniczone tylko do jąder podkorowych lub wzgórza również wywołuje objawy afazji, więc wielu autorów rezerwuje pojęcie afazji podkorowej dla tego typu zaburzeń. Niektórzy nawet sugerowali określenie „afazji bez afazji” (aphasia sine aphasia – von Stockert). Wyodrębnia się tutaj trzy kategorie. Pierwsza nawiązuje do uszkodzeń wzgórza, druga do uszkodzeń jąder podstawy, trzecia zaś, do uszkodzeń głębokiej istoty białej. Różni autorzy opisali różne objawy afatyczne związane z uszkodzeniami w zakresie tych trzech kategorii, tak, że trudno jest wyodrębnić jakiś jednorodny profil zaburzeń. Mogą występować zarówno objawy ruchowe, czuciowe, jak i mieszane. Prawdopodobnie objawy te zależą od różnic w dokładnych lokalizacjach, w jakich uszkodzone zostają różne podkorowe obwody połączeń neuronalnych. Przykładowo, jądra brzuszno-boczne wzgórza są połączone z pierwszorzędową korą ruchową, zaś poduszka – m.in. z okolicą Wernickego. Mimo to, niektórzy autorzy w jakimś stopniu podają, że pewne cechy objawów mogłyby pozwalać na różnicowanie w tym zakresie. Tak więc współcześnie „afazja podkorowa” raczej oznacza objawy afazji wywołane uszkodzeniem np. jąder podstawy czy wzgórza. Objawy opisane przez model Wernickego-Lichtheima-Geshwinda jako czuciowa afazja podkorowa są obecnie ujmowane w sposób dość niezręczny w języku polskim, jako czysta głuchota słów (ang. pure word deafness). Przyjmuje się, że takie zaburzenia są wywołane uszkodzeniem ograniczonym tylko do okolicy Wernickego. Objawy opisane przez model jako podkorowa afazja ruchowa są natomiast współcześnie określane jako afemia (zmieniono pierwotne znaczenie tego pojęcia, które Broca zastosował do opisu zaburzeń określanych dziś mianem afazji Broki). Przyjmuje się, że takie objawy powstają przy uszkodzeniach zlokalizowanych tylko w obrębie okolicy Broca.

#### Model Mariusza Maruszewskiego
Większość klasyfikacji afazji bazuje na założeniu, że objawy zaburzeń afatycznych można opisać na pewnych wymiarach, takich jak nazywanie, powtarzanie, czy rozumienie. Tymczasem każdy z takich wymiarów składa się z bardziej elementarnych aspektów. Przykładowo, pod pojęciem powtarzania kryje się powtarzanie pojedynczych głosek, sylab sensownych i bezsensownych, ciągu kilku głosek, prostych słów, złożonych i rzadko używanych trudnych słów, zdań itd. W rzeczywistości osoba cierpiąca z powodu afazji może wykazywać różny profil zaburzeń w zakresie tych kategorii. Maruszewski raczej nie dążył do stworzenia nowej ogólnej klasyfikacji afazji, ile raczej drobiazgowo analizował błędy w obrębie kilku takich wymiarów popełniane przez osoby cierpiące z powodu afazji. Doszedł do wniosku, że
„nie ma zaburzeń nazywania, rozumienia czy powtarzania w ogóle, lecz są różne postacie zaburzeń tych czynności, wywołane różnymi zaburzeniami programujących je mechanizmów i najprawdopodobniej zależne od różnych lokalizacji uszkodzenia. Wniosek ten wskazuje jednoznacznie na bezużyteczność operowania przy opisach zespołów afatycznych takimi globalnymi terminami jak zaburzenia nazywania, rozumienia, powtarzania, mowy od siebie, czytania, pisania itp.”.
Podsumowanie obserwacji Maruszewskiego w dużym uproszczeniu:
1. Zaburzenia nazywania:
  - typ I – niemożność podania nazwy, niekiedy połączona ze wskazaniem słowem, czy gestem, że przedmiot jest rozpoznawany, oraz wyrażeniem stanu emocjonalnego;
  - typ II – zamiast podania nazwy przedmiotu pojawia się omówienie jego funkcji, pochodzenia, a niekiedy przytoczone zostaje osobiste doświadczenie związane z danym obiektem;
  - typ III – zamiast podania nazwy przedmiotu pojawia się inne słowo, które może być nazwą podobnego obiektu (podobieństwo semantyczne), słowem o podobnym brzmieniu (podobieństwo leksykalne), powtórzeniem poprzednio wypowiedzianego słowa (perseweracja), albo słowem, którego nie da się zaklasyfikować według tych zasad;
  - typ IV – zamiast podania nazwy, pojawia się słowo zniekształcone (parafazja), co może polegać na użyciu we właściwej nazwie głosek nie należących do danego słowa (dodanie nowych, lub zastąpienie istniejących), pominięciu głosek we właściwym słowie, albo wypowiedzeniu takiego słowa, jakiego nie ma w języku ojczystym (żargon).
2. Zaburzenia powtarzania:
  - typ I – całkowita niemożność powtarzania wywołana albo niemożnością mówienia w ogóle, albo poważnymi zaburzeniami w tym zakresie;
  - typ II – powtarzane słowa są zniekształcone (parafazje) poprzez użycie obcych głosek, wymianę prawidłowych głosek na błędne, opuszczenie głosek itp.
  - typ III – zaburzenia wynikające z wypowiadania wcześniej wypowiedzianego słowa (perseweracja)
  - typ IV – ograniczenie liczby elementów, jakie można powtórzyć;
  - typ V – zamiast pożądanego słowa w takiej, czy innej postaci, pojawiają się zupełnie inne słowa, lub takie, jakie nie istnieją w ojczystym języku (żargonafazja);
  - typ VI – zaburzenie powtarzania po zastosowaniu odroczenia czasowego.
3. Zaburzenia rozumienia:
  - typ I – całkowite zniesienie rozumienia mowy uniemożliwiające nawiązanie trwałego kontaktu słownego z chorym, wynikające z afazji totalnej, bądź głębokiej afazji czuciowej, gdzie nawiązanie kontaktu niewerbalnego również jest mocno ograniczone, albo też mające charakter dynamiczny, powstałe w sytuacji badania (np. z powodu silnych perseweracji);
  - typ II – zaburzenia ujawniające się w trudnościach ze wskazaniem przedmiotu przez osobę chorą, jaki został nazwany przez osobę badającą, przy zachowanym spełnianiu prostych poleceń sytuacyjnych i zachowanym kontakcie werbalnym. Osoba chora może ujawniać takie trudności zawsze i od razu, lub dopiero w trakcie badania, po kilku poprawnych reakcjach, niekiedy przy zachowanej zdolności powtarzania nazwy tego przedmiotu (dysocjacja między brzmieniem a znaczeniem słowa), albo w ograniczeniu do specyficznego materiału (np. części twarzy, części ciała);
  - typ III – zaburzenia ujawniające się w nieprawidłowym spełnianiu złożonych poleceń, w jakich nie wystarczy pojąć poszczególne składowe (np. poszczególne słowa), a gdzie konieczne jest zrozumienie stosunków między poszczególnymi słowami, uwzględnienie końcówek fleksyjnych itp. (nasuwa się pewne podobieństwo z afazją semantyczną według Łurii).